# 홍영기 (1953년)
홍영기(洪英基, 1953년 9월 25일 ~ )은 대한민국의 제4·5·6대 경기도의원이다.

## 학력
- 용인국민학교 졸업
- 용인중학교 졸업
- 용인고등학교 졸업
- 용인대학교 행정학과 학사 졸업

## 경력
- 한국예술문화단체총연합회 용인시지부 회장
- 용인시 신용협동조합 이사
- 용인시 환경운동연합 고문
- 1995.07 ~ 1998.06 제4대 경기도의회 의원
- 1998.07 ~ 2002.06 제5대 경기도의회 의원
- 1998.07 ~ 2002.06 제5대 경기도의회 문화공보위원회 위원
- 1998.07 ~ 2002.06 제5대 경기도의회 건설교통위원회 간사
- 2002.07 ~ 2004.02 제6대 경기도의회 의원
- 2002.07 ~ 2004.02 제6대 경기도의회 예산결산특별위원회 간사
- 2002.07 ~ 2004.02 제6대 경기도의회 경제투자위원회 위원장
- 2002.07 ~ 2004.02 제6대 경기도의회 문화여성공보위원회 위원
- 2002.07 ~ 2004.02 제6대 경기도의회 의장

## 역대 선거 결과
|  | 38.85% |

|  | 44.87% |

|  | 56.92% |

|  | 36.35% |